# آببر كولهم (باركشير)
آببر كولهم (بالإنجليزية: Upper Culham)‏ هي قرية تقع في المملكة المتحدة في Hurley.